# Сеспельське сільське поселення
Сеспе́льське сільське поселення (рос. Сеспельское сельское поселение) — муніципальне утворення у складі Канаського району Чувашії, Росія. Адміністративний центр — присілок Сеспель.

## Населення
Населення — 1112 осіб (2019, 1329 у 2010, 1539 у 2002).

## Склад
До складу поселення входять такі населені пункти:
| Населений пункт     | Населення, осіб (2002) | Населення, осіб (2010) |
| ------------------- | ---------------------- | ---------------------- |
| Анаткаси, присілок  | 254                    | 227                    |
| Атиково, присілок   | 254                    | 188                    |
| Малдикаси, присілок | 464                    | 403                    |
| Сеспель, присілок   | 567                    | 511                    |